# Южноазиатские игры 1985
2-и Южноазиатские федеративные игры состоялись в Дакке (Бангладеш) в 1985 году. Это было первым случаем, когда Бангладеш принимал Южноазиатские игры и крупнейшим спортивным событием в истории Дакки. Спортсмены из 7 стран приняли участие в состязаниях по 7 видам спорта.

## Виды спорта
- Лёгкая атлетика
- Бокс
- Футбол
- Кабадди
- Плавание
- Тяжёлая атлетика
- Борьба

## Итоги Игр
| Место | Страна    | Золото | Серебро | Бронза | Всего |
| ----- | --------- | ------ | ------- | ------ | ----- |
| 1     | Индия     | 62     | 31      | 14     | 107   |
| 2     | Пакистан  | 21     | 26      | 12     | 59    |
| 3     | Бангладеш | 9      | 17      | 38     | 64    |
| 4     | Шри-Ланка | 2      | 7       | 9      | 18    |
| 5     | Непал     | 1      | 9       | 22     | 32    |
| 6     | Бутан     | 0      | 0       | 4      | 4     |
| 7     | Мальдивы  | 0      | 0       | 0      | 0     |